# Bács Ferenc
Bács Ferenc (Nagyszeben, 1936. június 19. – Budapest, 2019. április 16.) Kossuth- és Jászai Mari-díjas erdélyi származású magyar színész, érdemes és kiváló művész.

## Életpályája
Előbb a Marosvásárhelyi Orvosi és Gyógyszerészeti Egyetemre iratkozott be, de végül a Szentgyörgyi István Színművészeti Intézetet végezte el, majd 1960-ban a Marosvásárhelyi Nemzeti Színházhoz szerződött. Felesége Tanai Bella színésznő, 1963-ban született lányuk Bács Kati színésznő.  
1977-ben családostól áttelepült Magyarországra, egy-egy évadot játszott Miskolcon, ill. Győrben, 1979-től a Vígszínház, 1987-től a József Attila Színház tagja volt. Majd egy év kihagyás után 1991-ben ismét a József Attila Színház tagja. 1992–98 között a Nemzeti Színház művésze volt. 1998 szeptemberében szabadfoglalkozású lett, majd Sopronba szerződött 2000–2003 között. 2003-tól ismét szabadúszóként dolgozott.
Utolsó bemutatója 2006-ban volt a Karinthy Színházban. Hosszú, súlyos betegség után, 2019. április 16-án hunyt el, csaknem 83 évesen. 
Beszédművészetet tanított a Színház- és Filmművészeti Egyetemen. Kellemes orgánumú, markáns egyéniség, szerepeit méltósággal, visszafogottan formálta meg.
Egyik leghíresebb szinkronszerepe Klaus Brinkmann professzor (Klausjürgen Wussow) A klinika tévésorozatból. A Gyűrűk Ura és A hobbit című filmekben Gandalf (Ian McKellen) magyar hangja. Ő szólaltatta meg többek között a Micimackó rajzfilmekben Tigrist. Első feleségétől elvált, második felesége Trefil Edina pszichológus volt.
2019. május 10-én a Farkasréti temetőben helyezték örök nyugalomra. A szertartáson Kautzky Armand mondott búcsúbeszédet. Az özvegy, Trefil Edina búcsúlevelét egy közeli barát olvasta fel.

## Főbb színpadi szerepei
- Newton (Dürrenmatt: A fizikusok)
- Zorobáhel (Sütő András: Pompás Gedeon)
- Ádám (Madách Imre: Az ember tragédiája)
- Ivanov (Csehov)
- Charnay (Székely J.: Hugenották)
- Adam Brant (O’Neill: Amerikai Elektra)
- Dr. Kádár Péter (Márai Sándor: Kaland)
- Higgins professzor (Alan Jay Lerner–Frederick Loewe–G. Dénes György: My Fair Lady)
- Victor Velasco (Neil Simon: Mezítláb a parkban)
- Tót (Örkény István: Tóték)

## Filmjei

### Játékfilmek
- Buzduganul cu trei peceți (1977) – Basta tábornok
- A ménesgazda (1978)
- Az erőd (1978) – Dobrowski
- Vendégek a Vadnyugaton (1978) – Jeff Grogan
- A trombitás (1979) – Hadnagy
- Októberi vasárnap (1979) – Géza, Horthy szárnysegédje
- Két történet a félmúltból (1979)
- Circus Maximus (1980) – Francois
- Köszönöm, megvagyunk (1980)
- A svéd, akinek nyoma veszett (1980) – Szluka őrnagy (1981-es magyar szinkron)
- A téglafal mögött (1980) – Bárfai Feri
- Ideiglenes paradicsom (1981) – Magyar ezredes
- Dögkeselyű (1982) – Kowarski Előd
- Egymásra nézve (1982) – Szlabonya
- Viadukt (1982) – Kovács
- Hosszú vágta (1983) – Wortmann
- A vörös grófnő (1984) – Gróf Károlyi Mihály
- Elysium (1986) – Zsámboki
- Béketárgyalás, avagy az évszázad csütörtökig tart (1988) – Nagykövet
- Küldetés Evianba (1988) – Helytartó
- Isten hátrafelé megy (1990)
- Halál a sekély vízben (1994) – Dobos (hang)
- Törvénytelen (1995) – Ambrus, a kanonok
- A három testőr Afrikában (1996) – Duron tábornok
- Kaddisch (1997) – Gyuri Ganzfried
- Szomorú vasárnap (1999) – Botschafter (1999-es magyar szinkron)
- Állítsátok meg Terézanyut! (2004) – Nőgyógyász
- Világszám! (2004) – Karnagy
- Morfium (2005) – Moravcsik professzor
- Az emigráns – Minden másképp van (2007) – Márai Sándor
- Fugue (2014) – Lazlo

### Tévéfilmek, televíziós sorozatok
- Pirx kalandjai (1972, tévésorozat)
- Végkiárusítás (1978)
- A téglafal mögött (1979) – Bárfai Feri
- Forró mezők (1979)
- Családi kör (1980)
- Faustus doktor boldogságos pokoljárása (1980)
- Hosszú levél (1980) – Lakos, tSZ-elnök
- Haláltánc (1982)
- Hátsó ajtó (1982)
- Hetedik év (1982) – Korbuly Miklós mérnök
- Liszt Ferenc (1982, tévésorozat) – Széchenyi
- Protestánsok (1982)
- Víkendszerelem (1982) – Réti Gábor
- Szent Kristóf kápolnája (1983) – Szemerédy Félix
- Viaszfigurák (1983)
- A Molitor-ház (1984)
- Johann Sebastian Bach (1984, tévésorozat)
- Legyél te is Bonca! (1984) – Bence papa
- Széchenyi napjai (1984) – Thierry
- Az aranyifjú (1985)[10] – Negropontes
- Zenés TV Színház: Primadonna (1985)
- 33 névtelen levél (1986) – Tamás
- Az állam én vagyok (1986)
- Gréti…! (egy kutya feljegyzései) (1986, televíziós rajzfilm) – Szultán (hang)
- Harminchárom névtelen levél (1986)
- Magyarország barlangjai (1986, tévésorozat) – Narrátor (hang)
- A megoldás (1987) – Harlamov
- A verseny (1987) – Schwarzenberg
- Hosszú szökés (1987) – Simon László
- Itt élned halnod kell (1987)
- A trónörökös (1988) – Kardinális
- A védelemé a szó 1-6. (1988, tévésorozat) – Dr. Riskó Bálint
- Küldetés Evianba (1988) – Helytartó
- Miniszter (1988) – Eötvös József
- Ragaszkodom a szerelemhez (1988) – Árpád
- Szigorú idők (1988) – Kossuth Lajos
- Freytag testvérek 1-5. (1989) – Klinger
- Gaudiopolis – In memoriam Sztehlo Gábor (1989)
- A főügyész felesége (1990)
- A nemzet özvegye (1990)
- Kéz kezet mos (1990) – Berkenyey
- Angyalbőrben (1991, tévésorozat) – Színházi képviselő
- Backhand (1991)
- Hölgyek és urak (1991) – Ádami
- Szakíts helyettem (1991) – Domján Sándor
- Julianus barát 1-3. (1992) – II. Endre
- Radetzkymarsch 1-3. (1994)
- A párduc és a gödölye (1995) – Stoll Aurél
- Mohács (1996) – Burgio
- Szabadság tér 56 (1997) – Távírász
- Barátok közt (1999, tévésorozat) – Béla Kovács (14 részben)
- Angyali történetek (2000, tévésorozat)
- Családi album (2000-2001, tévésorozat)
- Erdély 1956 (2004)
- „A swing világa” – 1928-1939 (2004) – Narrátor (hang)
- Minden másképp van – Márairól (2007) – Sándor Márai / önmaga
- Vadászmese (2014)

## Szinkronszerepei

### Filmek
- Mata Hari [1931] – Andriani, a játékteremtulajdonos – Lewis Stone
- Grand Hotel [1932] – A báró – John Barrymore
- Táncrend (Un carnet de bal) [1937] – Brémond – Maurice Bénard
- Becsületből elégtelen (Mr. Smith Goes to Washington) [1939] – A szenátus elnöke – Harry Carey
- Lady Hamilton (That Hamilton Woman) [1941] – Lord Horatio Nelson – Laurence Olivier
- Az év asszonya (Woman of the Year) [1942]
- Szahara (Sahara) [1943] – Joe Gunn őrmester – Humphrey Bogart
- Gyilkos vagyok (Double Indemnity) [1944] – Edward S. Norton, Jr. – Richard Gaines
- A hetedik kereszt (The Seventh Cross) [1944] – George Heisler – Spencer Tracy
- Anna Karenina [1948] – Alexej Karenin – Ralph Richardson
- A pármai kolostor (La Chartreuse de Parme) [1948]
- Milliomos úr szerelmes (Pytlákova schovanka) [1949] – Malhorn – Vítezslav Vejrazka
- Itáliai utazás (Viaggio in Italia) [1954] – Alexander „Alex” Joyce – George Sanders
- Fogjunk tolvajt! (To Catch a Thief) [1955]
- Susi és Tekergő (Lady and the Tramp) [1955] – Bulldog – Bill Thompson
- 80 nap alatt a Föld körül (Around the World in Eighty Days) [1956] – Phileas Fogg – David Niven
- És Isten megteremté a nőt (Et Dieu… créa la femme) [1956] – Eric Carradine – Curd Jürgens
- A vád tanúja (Witness for the Prosecution) [1957] – Brogan-Moore – John Williams
- Én és a tábornok (The Square Peg) [1958] – Henri Le Blanc – Brian Worth
- Háttal a falnak (Le dos au mur) [1958]
- Horgász a pácban (Ni vu, ni connu) [1958] – Lerechigneux, a bíró – Robert Vattier
- Az apáca története (The Nun’s Story) [1959] – Dr. Fortunati – Peter Finch
- Ellopták a hangomat (Follow a Star) [1959] – Vernon Carew – Jerry Desmonde
- Folytassa, nővér! (Carry on Nurse) [1959] – Stephens sebész – John Van Eyssen
- Utolsó vonat Gun Hillből (Last Train from Gun Hill) [1959] – Matt Morgan seriff – Kirk Douglas
- Ne fald fel a margarétát! (Please don’t Eat the Daisies) [1960] – Laurence Mackay – David Niven
- Modern Monte Cristo (Sous le signe de Monte Cristo) [1968] – Louis – Gabriel Gascon
- Airplane 2. – A folytatás (Airplane II: The Sequel) [1995] – Clarence Oveur kapitány – Peter Graves
- Manitu bocskora (Der Schuh des Manitu) [2001] – Santa Maria – Sky Dumont
- A Gyűrűk Ura: A Gyűrű Szövetsége (The Lord of the Rings: The Fellowship of the Ring) [2001] – Gandalf – Sir Ian McKellen
- A Gyűrűk Ura: A két torony (The Lord of the Rings: The Two Towers) [2002] – Gandalf – Sir Ian McKellen
- A Gyűrűk Ura: A király visszatér (The Lord of the Rings: The Return of the King) [2003] – Gandalf – Sir Ian McKellen
- A hobbit: Váratlan utazás (The Hobbit: An Unexpected Journey) [2012] – Gandalf – Sir Ian McKellen
- A hobbit: Smaug pusztasága (The Hobbit: The Desolation of Smaug) [2013] – Gandalf – Sir Ian McKellen
- A hobbit: Az öt sereg csatája (The Hobbit: The Battle of the Five Armies) [2014] – Gandalf – Sir Ian McKellen

### Televíziós sorozatok
- A jog útvesztőjében – Laurence Scammel QC – Paul Freeman
- A klinika – Prof. Dr. Klaus Brinkmann – Klausjürgen Wussow
- A nemesi ház – Armstrong – Gordon Jackson
- A nyakék románca – Guillaume Garlande	– Bernard Verley
- A törvény őrei Los Angeles – Leland McKenzie – Richard Dysort
- Álomsziget – Mr. Roarke – Riccardo Montalban
- Az igazság napja – Chief Justice Thomas Brankin – James Garner
- A chateauvalloni polgárok (Châteauvallon) – Artus Balestra – Ugo Pagliai
- Danielle Steel: Keresztutak – Armand DeVilliers – Christopher Plummer
- Drót – Judge Daniel Phelan – Peter Gerety
- Emma – Mr. Woodhouse – Michael Gambon
- Észak és Dél (2004) – Mr. Bell – Brian Protheroe
- Hagedorn lánya – Paul Hagedorn – Hansjörg Felmy
- Halló, halló! (Duna TV-s szinkron) – René Artois – Gorden Kaye
- Kórház a pálmák alatt – Dr. Frank Hofmann – Klausjürgen Wussow
- Mentők – Korejs docens – Zdeněk Srstka
- Nikita a bérgyilkosnő – Walter – Don Francks
- Rabszolgasors – Horacio Côrrea de Almeida Comendador – Gilberto Martinho
- San Francisco utcáin (szinkron változat 2.) – Detective Lt. Mike Stone – Karl Malden
- Szívek szállodája – Richard Gilmore – Edward Herrmann
- Tassilo – Egy férfi egy eset – Tassilo – Bruno Ganz
- Tövismadarak – Archbishop Vittorio Contini-Verchese – Christopher Plummer
- Tudorok – III. Pál pápa – Peter O’Toole

## Lemezei
- Tolvajlásaim (1991)[11]

## Díjai
- Jászai Mari-díj (1983)
- Erzsébet-díj (1988)
- Érdemes művész (2001)
- Súgó Csiga díj (2001)
- Gundel művészeti díj (2009)
- Kiváló művész (2011)
- Kossuth-díj (2015)
- Budapest díszpolgára (2017)[12]